# Traduction technique
 (avril 2013).
 (mai 2013).
Traduction technique ou spécialisée
La traduction technique, également appelée traduction spécialisée, désigne un domaine spécifique de la traduction qui se concentre sur les textes associés à un art, une science ou un savoir-faire particulier. Cette forme de traduction se distingue par son exigence de maîtrise non seulement des langues source et cible, mais aussi d’une compréhension approfondie des domaines techniques concernés. En effet, la traduction technique englobe des domaines aussi variés que l’ingénierie, la médecine, l’informatique, ou encore l’industrie, chacun nécessitant un vocabulaire et des concepts spécialisés.

## Caractéristiques de la traduction technique
La traduction technique exige de la part du traducteur non seulement une connaissance linguistique, mais également une familiarité approfondie avec les concepts techniques du domaine traité. Un traducteur spécialisé doit être capable de rendre fidèlement un texte en langue source tout en respectant la terminologie et les normes spécifiques du secteur concerné. Cela implique un vocabulaire précis et rigoureux, notamment dans des domaines comme la médecine, le droit, ou l’ingénierie, où une erreur de traduction pourrait avoir des conséquences graves.
Outre la maîtrise de la langue, le traducteur technique doit également posséder des compétences traductologiques, c’est-à-dire des connaissances sur les méthodologies de traduction adaptées à chaque type de texte. Ces compétences incluent l’utilisation de ressources comme des glossaires spécialisés, des bases de données terminologiques, des outils de traduction assistée par ordinateur (TAO), ou encore des corpus techniques.

## Domaines couverts par la traduction technique
La traduction technique peut couvrir un large éventail de secteurs, dont certains incluent :
- Les manuels techniques et guides d’utilisation : Ces documents sont essentiels dans les secteurs de l’électronique, de l’ingénierie ou des technologies de l’information. Ils sont destinés à expliquer le fonctionnement d’un produit ou d’un système complexe.
- Les fiches techniques et notices : Utilisées pour décrire les spécifications d'un produit ou d'un processus, elles sont courantes dans les secteurs industriels et manufacturiers.
- Les cahiers des charges : Ces documents détaillent les exigences techniques et les spécifications nécessaires pour la réalisation d’un projet, notamment dans les domaines de la construction, de l’architecture ou de la fabrication.
- Les traductions juridiques et commerciales : Bien que parfois considérées comme une branche distincte, la traduction juridique et commerciale peut être incluse dans le domaine de la traduction technique, surtout lorsque les documents à traduire requièrent une compréhension des normes et pratiques propres à un secteur donné.

## La portée de la traduction technique
Selon certaines définitions, la traduction technique se limite au domaine purement technique, c’est-à-dire aux documents qui relèvent des spécifications et des opérations techniques. Cependant, d’autres définitions plus larges incluent dans ce champ des domaines tels que la traduction juridique, informatique, commerciale, ou encore la traduction scientifique. Par exemple, les documents relatifs à des logiciels, des brevets, ou à la réglementation technique sont également considérés comme faisant partie de la traduction technique.
En somme, la traduction technique représente un domaine de spécialisation où la rigueur, la précision et la connaissance du secteur concerné sont primordiales. Elle joue un rôle crucial dans la communication interdisciplinaire et internationale, en permettant la diffusion des connaissances et des innovations dans des domaines techniques spécifiques à un large public

## Domaines
Principaux domaines de traduction technique parmi les 25 domaines recensés par la SFT (Société Française des Traducteurs)[réf. incomplète] :

### Domaine médical
Ce domaine est très complexe et très technique, il n'admet aucune erreur. Le traducteur peut devoir faire appel à un expert pour consolider ses connaissances ou maîtriser le sujet technique concerné par ailleurs (double formation).
Types de documents : 
- rapports médicaux
- textes réglementaires, études de toxicité, documents de pharmacovigilance
- notices médicales
- essais cliniques
- comptes rendus de conférences
- publications d'experts
- revues de presse
- modes d'emploi
- comptes-rendus (de réunions) techniques

### Domaine juridique
La traduction juridique est la traduction technique ou spécialisée du discours relatif au droit ou aux sciences juridiques. Le droit est écrit de manière très différente selon les époques et les pays. À travers l'histoire, les juristes ont toujours été confrontés aux difficultés liées à la diversité linguistique du monde. Les traducteurs juridiques ont dû, par exemple, transposer le droit romain, écrit en latin, dans de nombreuses autres langues afin de permettre sa diffusion et sa compréhension. Parfois, ils ont également dû traduire un droit coutumier formulé oralement dans une langue locale vers un droit écrit dans une autre langue.
Types de documents : 
- lois, règlements, décrets, circulaires, directives
- statuts d'entreprises, actes de sociétés, pactes d'actionnaires, PV d'assemblées, rapports de gestion, accords de confidentialité
- actes notariés, actes de procédures, actes d'huissiers
- diplômes, brevets, pièces administratives
- actes de mariage, naissance, décès
- brevets (à la frontière entre le technique pour le contenu et le juridique pour la forme)
- CGV, CGA

### Domaine informatique
Dans ce domaine on parle de localisation plus que de traduction, en raison d'un travail d'adaptation interculturelle accru.
Types de documents :
- site web ;
- logiciel en lui-même et sa documentation, aide en ligne ;
- communiqué de presse IT.

### Domaine économique et financier
Dans ce domaine, le jargon utilisé est bien spécifique et un traducteur doit en avoir une certaine expérience, car ce sont des documents décisionnaires.
Types de documents : 
- communiqués financiers
- bilans, comptes de résultats, business plans, états de trésorerie
- notes d'opérations, émission d'actions
- produits financiers, documentation et fiches de produits financiers
- comptes rendus de réunions, assemblées générales, rapports de gestion

### Domaine technique
La terminologie est primordiale dans ce domaine et le traducteur doit être capable de se renseigner auprès de sources fiables.
Types de documents :
- documentation technique, schémas, procédés
- brevets
- fiches produit
- rapports d'experts
- modes d'emploi de machines, systèmes
- manuels de procédure, normes et protocoles
- cahiers des charges

### Domaine politique
Les institutions politiques internationales, comme l'ONU ou l'UE recours quotidiennement aux services de l'industrie langagière.
Types de documents :
- Traduction des discours, des déclarations, des communiqués de presse
- Interprétariat
- Sous-titrage, doublage
- Internationalisation de logiciels et de sites web
- Développement d’outils technologiques linguistiques
- Organisation de conférences internationales
- Enseignement des langues
- Expertise linguistique

## Terminologie
Le traducteur ne doit pas seulement avoir une parfaite maîtrise de ses langues de travail, il doit aussi connaître parfaitement la terminologie du domaine dans lequel il traduit. Un traducteur doit donc avoir des compétences en recherches documentaires et s'informer en permanence via Internet ou dans des ouvrages spécialisés. Un bon traducteur dispose aussi d'un réseau d'experts auxquels il peut s'adresser en cas de doute.
Dans ce métier, l'erreur est proscrite. Une mauvaise interprétation d'un manuel d'utilisation d'un équipement médical, par exemple, peut avoir des conséquences graves. Lorsqu'un traducteur commet ce type d'impair, sa réputation s'en voit ébranlée et il se peut qu'il perde de nombreux clients. Sa responsabilité peut de plus être engagée.

## Processus de traduction
Le processus de traduction suit une méthodologie rigoureuse :
1. Réception du projet.
2. Établissement du devis et des délais, validation par le client.
3. Constitution d'un glossaire terminologique multilingue, validation par le client (lors de cette étape le client fournit parfois son propre glossaire terminologique et parfois même un guide de style à respecter dans un souci de cohérence).
4. Phase de traduction, éventuelles questions à poser au client.
5. Première révision par un traducteur-réviseur. Il s'agit ici de faire un premier contrôle orthographique et de vérifier la cohérence entre le texte source et le texte cible.
6. Relecture technique, réalisée si possible par un expert. On ne regarde plus que le texte cible.
7. Contrôle qualité "Linguistic Sign-off" : dernier contrôle qualité qui inclut la vérification de la mise en page.
8. Livraison au client.

## Outils d’aide à la traduction
Avec l'avènement de l'Internet et l'ère de l'informatique, le métier de traducteur technique a évolué considérablement. Sur le marché, on trouve désormais de nombreux "outils d'aide à la traduction" comme SDL Trados Studio 2009, Similis, Wordfast, OmegaT, Déjà vu, Transit, SDLX, etc.
Ces logiciels fonctionnent sur le principe des mémoires de traduction. Une mémoire de traduction est une base de données linguistique qui enregistre au fur et à mesure le travail du traducteur pour une réutilisation ultérieure. Toutes les traductions y sont ainsi stockées (sous forme de paires langue source–langue cible appelées « unités de traduction ») et réutilisées. Plus une mémoire est alimentée, plus la traduction des documents ultérieurs est accélérée, ce qui permet au traducteur d'accepter davantage de missions et d'augmenter son chiffre d'affaires. Des outils de terminologie sont généralement utilisés en conjonction avec les mémoires de traduction.
Les mémoires de traduction sont un atout lorsqu'une entreprise désire recycler tous ses manuels traduits au préalable. Il n'en reste pas moins que lorsqu'une jeune entreprise en haute-technologie désire entamer un processus de traduction pour la première fois, l'élaboration de fiches terminologiques peut s'avérer ardue et fastidieuse. Cette étape est d'autant plus difficile lorsque les traducteurs et réviseurs, mandatés d'accomplir ce travail, sont disséminés à travers le globe terrestre.
La situation peut se compliquer davantage si l'entreprise veut élaborer un lexique particulier qui lui est propre. Dans ce cas-là :
- Une validation par un ingénieur, employé de l'entreprise, est plus que nécessaire [réf. nécessaire].
- Une collaboration ininterrompue est de mise entre les différents intervenants.
- Les questions/réponses doivent être acheminées rapidement malgré les décalages horaires.
- Une gestion de projets réduite au minimum est nécessaire afin de cerner les coûts.

Attention à ne pas confondre traduction assistée par ordinateur (la machine facilite le travail de l'homme) et traduction automatique (l'homme utilise et révise le travail de la machine).

## Le traducteur technique

### Statut
Le traducteur technique peut avoir différents statuts.
- Traducteur indépendant, ou « freelance » (terme anglais)
- Traducteur interne, ou « in-house » (terme anglais)
  - dans une agence de traduction,
  - au sein d’une entreprise appartenant à un secteur d’activité impliquant des traductions.

Quelques rares opportunités existent dans la fonction publique (ministères, Nations unies, Union européenne, etc.), mais celles-ci sont accessibles sur concours.

### Rémunération
La rémunération du traducteur peut se faire sur différentes bases : au mot, à la page, au contrat, etc. Selon une étude de la SFT, près de 94 % des missions de traductions sont facturées au mot [réf. souhaitée]. Viennent ensuite la facturation à la page, au temps passé ou bien encore au feuillet de 1 500 caractères. Il peut y avoir d'importants écarts de prix en fonction de la technicité d'un texte mais aussi de la rareté de la langue.

### Formation
- Écoles de traduction : il existe une dizaine d'écoles de traduction et d'interprétation, publiques ou privées dont les plus connues sont[réf. souhaitée] :
  - l'ESIT (École supérieure d'interprètes et de traducteurs) rattachée à l'université Paris 3
  - la FTI (La Faculté de traduction et d'interprétation, ancienne ETI) rattachée à l'université de Genève)[4]
  - l'ISIT (Institut supérieur d'interprétation et de traduction)
  - l'INALCO (Institut national des langues et civilisations orientales) spécialisé dans les langues rares
  - l'ISTI (Institut Supérieur de Traduction et d'Interprétation) un institut en Afrique (Cameroun)

- Parcours universitaires : Master professionnel spécialisé dans la traduction (bac+5). Il en existe plusieurs en France dont 5 appartenant au réseau EMT "European Master's in Translation" qui est un label de qualité accordé par l'Europe lorsque la formation répond à tous les critères en matière de bonnes pratiques et de professionnalisation.

Il est aussi possible d'opter pour une double formation : un diplôme dans un domaine de spécialité (le droit, l'économie, etc.) ajouté à un master en traduction spécialisée.
Certains professionnels du métier n'ont jamais fait d'études spécialisées dans la traduction mais sont devenus traducteurs après une reconversion. En effet, un expert dans un domaine spécifique et qui aurait toutes les compétences linguistiques et rédactionnelles requises, a toutes les chances de réussir sa reconversion.